# Louisa Lumsden
Louisa Innes Lumsden, née le 31 décembre 1840 à Aberdeen et morte le 2 janvier 1935 à Édimbourg, est une pionnière écossaise de l'éducation des femmes. Elle est l'une des étudiantes de la première promotion du Girton College, la première directrice de l'école St Leonards, et première directrice de University Hall, premier collège résidentiel pour femmes de l'université de St Andrews. Elle est une suffragiste affirmée et a introduit le jeu de crosse à l'école St Leonards. 

## Biographie
Louisa Lumsden est la troisième fille et la plus jeune des sept enfants de Clements Lumsden, avocat à Aberdeen et écrivain du Signet, et de Jane Forbes,. Elle est éduquée à la maison, par une gouvernante et sa sœur. Son père meurt en 1853, et la famille s'installe à Cheltenham, où Louisa fréquente pour la première une école privée. Elle est ensuite pensionnaire au château de Koekelberg, à Bruxelles, de 1854 à 1856, un établissement progressiste en matière d'éducation qui propose de l'éducation physique et sportive, favorise la vie en plein air et les moments récréatifs. Elle complète ses études à Londres durant une année, puis elle rejoint en 1857 sa famille installée dans l'Aberdeenshire. Là, elle profite de la vie en plein air, monte à cheval, marche dans la nature, et lit beaucoup. Elle apprend le latin, voyage avec sa famille à l’étranger, jusqu'à ce qu'elle entende parler d'un cursus d'études pour les femmes, proposé par La Edinburgh Ladies Education Association, qui devient par la suite l'Edinburgh Association for the University Education of Women, avec des conférences données par des professeurs de l'université d'Édimbourg. Louisa Lumsden suit ces cours durant le semestre d'hiver 1868-1869 . Cependant, les étudiantes n’ont pas accès aux diplômes universitaires. Elle suit la formation durant l'hiver 1868-1869, et étudie de façon intensive.
Lorsque Emily Davies fonde en 1869 un collège pour femmes à Hitchin, un village situé à 27 km de Cambridge, où les étudiantes peuvent préparer les tripos de l'université de Cambridge qu'elles passent dans les mêmes conditions que les hommes, Louisa Lumsden pose sa candidature. Cet établissement prend le nom de Girton College, quand il s'installe sur son site actuel en 1873. 

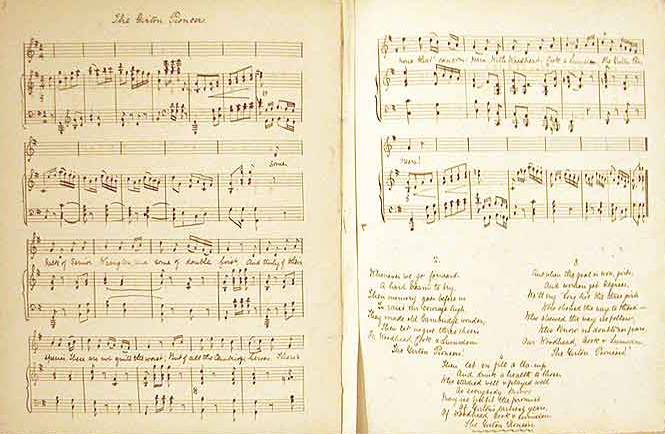
Chant universitaire en l'honneur des trois premières femmes classées aux tripos de Cambridge.

Emily Davies lui fait passer un entretien et estime qu'elle correspond au profil d'élèves qu'Hitchin recherche pour la première promotion. Louisa rejoint le groupe connu comme les « Cinq de Girton » ou les « Pionnières de Girton ». Le milieu stimulant sur le plan intellectuel et l'esprit de camaraderie lui conviennent parfaitement. Les élèves pratiquent des activités physiques, telles que la lutte ou la marche, mais les sports violents sont proscrits. Certaines règles causent des tensions entre la directrice et les étudiantes, notamment l'interdiction de jouer des rôles masculins dans des représentations de théâtre. Alors que Newnham College dispense les étudiantes de certains cours, qui leur semblent hors de portée, du fait de leur mauvaise préparation préalable, notamment en lettres classiques et en mathématiques, Girton College exige que les étudiantes suivent exactement les mêmes cours que leurs homologues masculins. Louisa Lumsden passe les tripos en 1873, en même temps que Rachel Scott et Sarah Woodhead, une chanson rappelle cet événement. Elle obtient un résultat décevant, dont elle rend en partie responsable la pression subie par les étudiantes qui n'ont su qu'au dernier moment qu'elles seraient autorisées à passer les examens.

## Enseignement universitaire
À la rentrée suivante, elle est nommée tutrice à Girton, mais démissionne dès 1875, ne trouvant pas sa place et en butte à certains désaccords pédagogiques avec Emily Davies. Elle est nommée en 1876 au Cheltenham Ladies' College où elle enseigne les lettres classiques, puis en 1877, rejoint une école qui ouvre ses portes à St Andrews, en Écosse. Cette école qui prend le nom de St Leonards (en), créée à l'instigation de Madeline Daniell (en), est à l'origine principalement destinée à l'éducation des filles des professeurs de l'université,. Cette école s'inspire des méthodes mises en œuvre dans les écoles publiques anglaises, et propose un cursus comprenant des enseignements de lettres classiques, de mathématiques et d'éducation physique et sportive, tandis que la musique est reléguée à un rang de loisir sur le temps libre des élèves. On attribue à Louisa Lumsden l'introduction du jeu de crosse à l'école St Leonards. Louisa Lumsden démissionne de ses fonctions de directrice en janvier 1882 pour s'occuper de sa mère devenue invalide, et Frances Dove, professeur de sciences à St Leonards, qui avait également étudié à Girton et enseigné à Cheltenham, la remplace à la direction de l'école. 

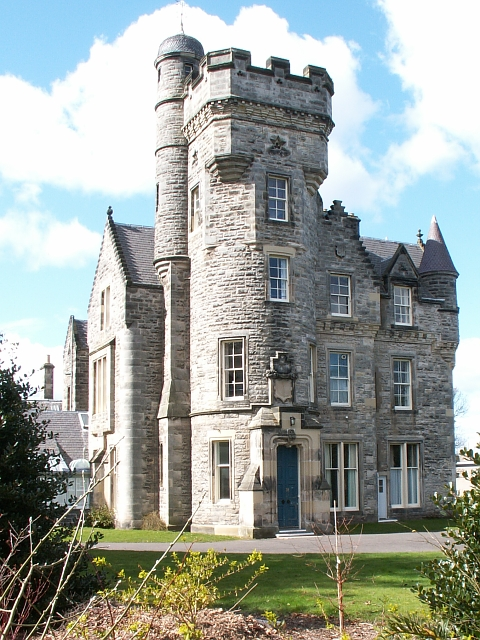
University Hall, St Andrews

Louisa Lumsden revient en 1895 à St Andrews, pour prendre la direction de University Hall, le premier collège résidentiel écossais pour femmes, fondé à l'université de St Andrews. Elle se trouve en butte à des difficultés et des résistances importantes à l'égard de ce projet, et elle démissionne en 1900. 
En 1908, Louisa Lumsden est nommée présidente de l'association suffragiste d'Aberdeen, et l'une des dix vice-présidentes de la ligue des Églises écossaises en faveur du droit de vote des femmes. Suffragiste non militante, elle procure à l'association une caravane appelée « Curlew », qui est utilisée par les militants pour parcourir le pays. En 1913, elle prononce un discours à un rassemblement à Hyde Park, à Londres, au nom de la branche écossaise de la National Union of Women's Suffrage Societies.
Durant la Première Guerre mondiale, elle participe à des meetings pour favoriser le recrutement de soldats et lever des fonds pour l'effort de guerre. Après la guerre, elle soutient le parti unioniste écossais et des associations pour le bien-être des animaux. Elle est invitée par Girton College en 1919 pour le cinquantenaire de l'établissement, en tant que dernière pionnière de la première promotion encore vivante, et elle reçoit un accueil triomphal.
Elle est l'auteure d'un essai sur la situation des femmes dans l'histoire en 1911 et d'une autobiographe, publiée en 1933, Yellow Leaves: Memories of a Long Life. Elle meurt à son domicile à Édimbourg, le 2 janvier 1935.

## Honneurs et distinctions
Louisa Lumsden reçoit un doctorat honoris causa en droit (LL.D.) de l'université de St Andrews en 1911. Elle est nommée gouverneur à vie de Girton College en 1924. Elle est nommée dame commandeur de l'ordre de l'Empire britannique en 1925. 
Le Lumsden Club, association destinée aux étudiantes de l’université de St Andrews, porte son nom.